# Teorema spettrale
In algebra lineare e analisi funzionale il teorema spettrale si riferisce a una serie di risultati relativi agli operatori lineari oppure alle matrici. In termini generali il teorema spettrale fornisce condizioni sotto le quali un operatore o una matrice possono essere diagonalizzati, cioè rappresentati da una matrice diagonale in una base. 
In dimensione finita, il teorema spettrale asserisce che per ogni endomorfismo simmetrico di uno spazio vettoriale reale dotato di un prodotto scalare si può trovare una base ortonormale formata da autovettori. Equivalentemente, ogni matrice simmetrica reale è simile ad una matrice diagonale tramite una matrice ortogonale.
In dimensione infinita esistono diverse formulazioni. Quella che utilizza gli operatori di moltiplicazione stabilisce che ogni operatore di moltiplicazione è un operatore autoaggiunto (densamente definito), ed ogni operatore autoaggiunto è unitariamente equivalente ad un operatore di moltiplicazione.
Il teorema spettrale fornisce anche una decomposizione canonica dello spazio vettoriale, chiamata decomposizione spettrale o decomposizione agli autovalori.

## Caso finito-dimensionale
Il teorema spettrale è innanzitutto un importante teorema riguardante gli spazi vettoriali (reali o complessi) di dimensione finita. 

### Enunciato
Il teorema spettrale può essere enunciato per spazi vettoriali reali o complessi muniti di prodotto scalare. L'enunciato è essenzialmente lo stesso nei due casi.
Il teorema nel caso reale può anche essere interpretato come il caso particolare della versione complessa. Come molti altri risultati in algebra lineare, il teorema può essere enunciato in due forme diverse: usando il linguaggio delle applicazioni lineari o delle matrici. Nel caso complesso l'enunciato per spazi vettoriali complessi muniti di un prodotto hermitiano è analogo a quello reale, ma sotto ipotesi più deboli: anziché autoaggiunto, è sufficiente richiedere che l'operatore sia normale, cioè che commuti con il proprio aggiunto.

#### Caso reale
Sia {\displaystyle T} un endomorfismo su uno spazio vettoriale reale {\displaystyle V} di dimensione n, dotato di un prodotto scalare definito positivo. Allora {\displaystyle T} è autoaggiunto se e solo se esiste una base ortonormale di {\displaystyle V} fatta di autovettori per {\displaystyle T}. (In tal caso, {\displaystyle T} si dice "ortogonalmente diagonalizzabile" ed è in particolare diagonalizzabile).
Una versione equivalente del teorema, enunciata con le matrici, afferma che ogni matrice simmetrica reale è simile ad una matrice diagonale tramite una matrice ortogonale.
Come conseguenza del teorema, per ogni matrice simmetrica {\displaystyle S} esistono una matrice ortogonale {\displaystyle M} (cioè tale che {\displaystyle M^{T}M=I}) ed una matrice diagonale {\displaystyle D} per cui:
{\displaystyle D=M^{-1}SM=M^{T}SM\ }
In particolare, gli autovalori di una matrice simmetrica sono tutti reali.

#### Caso complesso
Sia {\displaystyle T} un operatore lineare su uno spazio vettoriale complesso {\displaystyle V} di dimensione n, dotato di un prodotto hermitiano, cioè di una forma hermitiana definita positiva. Allora {\displaystyle T} è un operatore normale se e solo se esiste una base ortonormale di {\displaystyle V} fatta di autovettori per {\displaystyle T}.
Nel linguaggio matriciale, il teorema afferma che ogni matrice normale è simile ad una matrice diagonale tramite una matrice unitaria. In altre parole, per ogni matrice normale {\displaystyle H} esistono una matrice unitaria {\displaystyle U} ed una diagonale {\displaystyle D} per cui:
{\displaystyle D=U^{-1}HU=\,^{t}\!{\bar {U}}HU}
Un operatore è quindi normale se e solo se è unitariamente diagonalizzabile.
Come corollario segue che l'operatore {\displaystyle T} è autoaggiunto se e solo se la base ortonormale conta solo autovalori reali, mentre se {\displaystyle T} è unitario il modulo degli autovalori è 1. 
In particolare, gli autovalori di una matrice hermitiana sono tutti reali, mentre quelli di una matrice unitaria sono di modulo 1.

### Dimostrazione
Nel dimostrare il teorema spettrale è sufficiente considerare il caso complesso, e per provare l'esistenza di una base di autovettori si utilizza il principio d'induzione sulla dimensione di {\displaystyle V}.
Se la dimensione di {\displaystyle V} è pari a 1 non c'è nulla da dimostrare. Si ponga che l'enunciato valga per gli spazi vettoriali di dimensione n - 1: si vuole mostrare che questo implica la validità del teorema per gli spazi di dimensione n. Poiché {\displaystyle \mathbb {C} } è un campo algebricamente chiuso, il polinomio caratteristico di {\displaystyle T} ha almeno una radice: quindi {\displaystyle T} ha almeno un autovalore {\displaystyle \lambda } ed un autovettore {\displaystyle v} relativo a tale autovalore. Si consideri lo spazio:
{\displaystyle W={\mathcal {L}}(v)^{\perp }}
formato dai vettori di {\displaystyle V} ortogonali a {\displaystyle v}. {\displaystyle W} ha dimensione {\displaystyle n-1}, poiché i due sottospazi sono in somma diretta. 
L'endomorfismo {\displaystyle T} manda {\displaystyle W} in sé, ossia {\displaystyle T(W)\subseteq W}. Infatti, l'immagine di {\displaystyle T} è ortogonale a {\displaystyle v}:
{\displaystyle \langle v,T(w)\rangle =\langle T^{*}(v),w\rangle =\langle {\overline {\lambda }}v,w\rangle ={\overline {\lambda }}\langle v,w\rangle =0\qquad \forall w\in W}
essendo {\displaystyle v} e {\displaystyle w} ortogonali per ipotesi.
La restrizione {\displaystyle T_{|W}} di {\displaystyle T} a {\displaystyle W} è ancora un endomorfismo normale di {\displaystyle W}:
{\displaystyle \langle T^{*}(w),v\rangle =\langle w,T(v)\rangle =\lambda \langle w,v\rangle =0\qquad \forall w\in W}
Poiché {\displaystyle W} ha dimensione {\displaystyle n-1} si può applicare l'ipotesi induttiva per {\displaystyle T_{|W}}, e supporre che esista una base ortonormale di suoi autovettori. Dal momento che {\displaystyle v} può essere supposto di norma unitaria, {\displaystyle v} e la base ortonormale di {\displaystyle W} costituiscono una base ortonormale di {\displaystyle V}, come richiesto.
Nel caso in cui {\displaystyle T} sia autoaggiunto si dimostra che tutti i suoi autovalori sono reali. Infatti, sia {\displaystyle x} un autovettore per {\displaystyle T} con autovalore {\displaystyle \lambda }. Essendo {\displaystyle T=T^{*}} si ha:
{\displaystyle {\overline {\lambda }}\langle x,x\rangle =\langle Tx,x\rangle =\langle x,Tx\rangle =\lambda \langle x,x\rangle }
Segue che {\displaystyle \lambda } è uguale al suo coniugato, e quindi è reale. Questo permette di considerare il teorema spettrale enunciato nel caso reale come corollario di quello complesso.
Viceversa, si supponga che esista una base ortonormale di {\displaystyle V} composta da autovettori di {\displaystyle T}. Allora la matrice che rappresenta l'operatore rispetto a tale base è diagonale, da cui segue che {\displaystyle T} è normale.

## Caso infinito-dimensionale
Il caso infinito-dimensionale costituisce una generalizzazione del caso precedente, ed esistono diverse formulazioni del teorema a seconda della classe di operatori che si vuole considerare. La principale distinzione riguarda gli operatori limitati e non limitati. 
Per un operatore compatto la tesi del teorema spettrale è essenzialmente la stessa del caso finito-dimensionale, sia nel caso reale che complesso: esiste una base ortonormale dello spazio formata da autovettori dell'operatore, ed ogni autovalore è reale. Nella dimostrazione, il punto cruciale è mostrare l'esistenza di almeno un autovettore. Non è possibile affidarsi ai determinanti per mostrare l'esistenza degli autovalori, e quindi si ricorre ad un argomento di massimizzazione variazionale.
Se si considera un più generale operatore limitato, il comportamento può essere molto differente da quello riscontrato in dimensione finita. L'operatore può non avere autovettori né autovalori, neppure nel caso complesso. Ad esempio, l'operatore {\displaystyle S} sullo spazio Lp {\displaystyle L^{2}[0,1]} definito come:
{\displaystyle S(\varphi )(t)=t\cdot \varphi (t)}
è continuo e non ha autovettori. 
Si può estendere ulteriormente il discorso considerando che l'operatore che moltiplica ogni funzione per una funzione misurabile fissata {\displaystyle f} è limitato e autoaggiunto, ma ha autovettori solo per scelte molto particolari di {\displaystyle f}. Dato dunque uno spazio di misura {\displaystyle (X,\Sigma ,\mu )} numerabilmente additivo e di una funzione misurabile {\displaystyle f} a valori reali su {\displaystyle X}, un operatore di moltiplicazione è un operatore {\displaystyle T} della forma:
{\displaystyle [T\psi ](x)=f(x)\psi (x)\quad }
il cui dominio è lo spazio delle funzioni {\displaystyle \psi } per le quali il membro di destra della precedente relazione è in {\displaystyle L^{2}}. Il teorema stabilisce allora che ogni operatore autoaggiunto è unitariamente equivalente ad un operatore di moltiplicazione. In particolare, un operatore unitario {\displaystyle U} è unitariamente equivalente alla moltiplicazione per una funzione {\displaystyle f\in L^{2}(\mu )} misurabile rispetto alla sigma-algebra di uno spazio di misura finito {\displaystyle (X,\mu )} con misura di Borel {\displaystyle \mu }. 
Nel caso generale, che comprende anche operatori non limitati, per ogni operatore autoaggiunto {\displaystyle T} agente sullo spazio di Hilbert {\displaystyle H} esiste un operatore unitario che costruisce una mappa isometricamente isomorfa di {\displaystyle H} nello spazio {\displaystyle L^{2}(M,\mu )}, dove {\displaystyle T} è rappresentato come un operatore di moltiplicazione.

### Operatori limitati
Il teorema spettrale afferma che un operatore limitato e autoaggiunto {\displaystyle A} definito su uno spazio di Hilbert {\displaystyle H} è un operatore di moltiplicazione. 
In modo equivalente, esiste una famiglia di misure {\displaystyle \{\mu _{n}\}} su {\displaystyle \sigma (A)} ed un operatore unitario:
{\displaystyle U:H\to \bigoplus _{n=1}^{N}L^{2}(\mathbb {R} ,d\mu _{n})}
tali che:
{\displaystyle (UAU^{-1}\psi )_{n}(\lambda )=\lambda \psi _{n}(\lambda )\ }
con:
{\displaystyle \psi =\{\psi _{n}(\lambda )\}\in \bigoplus _{n=1}^{N}L^{2}(\mathbb {R} ,d\mu _{n})}
Una tale scrittura di {\displaystyle A} è detta rappresentazione spettrale dell'operatore.
Come corollario, segue che esiste una misura {\displaystyle \mu } su uno spazio di misura {\displaystyle M} ed esiste un operatore unitario:
{\displaystyle U:H\to L^{2}(M,d\mu )}
tali che:
{\displaystyle (UAU^{-1}f)(x)=F(x)f(x)\ }
per una qualche funzione misurabile limitata ed a valori reali {\displaystyle F} su {\displaystyle M}.

### Operatori non limitati
Sia {\displaystyle A} un operatore non limitato e autoaggiunto su uno spazio di Hilbert separabile {\displaystyle H} con dominio {\displaystyle D(A)}. Allora esistono uno spazio di misura {\displaystyle (M,\mu )}, dove {\displaystyle \mu } è una misura finita, un operatore unitario:
{\displaystyle U:H\to L^{2}(M,d\mu )}
ed esiste una funzione {\displaystyle f:M\to \mathbb {R} } misurabile quasi ovunque tali che:
- {\displaystyle \psi \in D(A)} se e solo se:

{\displaystyle f(.)(U\psi )(.)\in L^{2}(M,d\mu )}
- Se {\displaystyle \phi \in U[D(A)]} allora:

{\displaystyle (UAU^{-1}\phi )(x)=f(x)\phi (x)\ }
Molti operatori lineari importanti che si incontrano in analisi, come gli operatori differenziali, non sono limitati. In particolare, ogni operatore differenziale a coefficienti costanti è unitariamente equivalente a un operatore di moltiplicazione, e l'operatore unitario che implementa questa equivalenza è la trasformata di Fourier.

## Decomposizione spettrale
Il teorema spettrale fornisce le condizioni per cui sia possibile diagonalizzare un operatore rispetto ad una base ortonormale. Quando questo risulta possibile nel caso finito-dimensionale, ad autovalori distinti corrispondono autovettori mutuamente ortogonali, e pertanto gli autospazi sono in somma diretta. Un operatore normale può, di conseguenza, essere scritto come una combinazione lineare di proiettori ortogonali sugli autospazi, i cui coefficienti sono gli autovalori relativi ad ogni autospazio.
Nel caso infinito-dimensionale la normalità, ed in particolare l'autoaggiuntezza, non garantisce la diagonalizzabilità. In generale un operatore normale non può essere più scritto come combinazione lineare di proiettori ortogonali. Attraverso la misura a valori di proiettore è tuttavia possibile ottenere una scrittura integrale che permette di descrivere l'operatore in termini del suo spettro.

### Caso finito-dimensionale
Come conseguenza del teorema spettrale, sia nel caso reale che nel caso complesso, il teorema di decomposizione spettrale afferma che gli autospazi di {\displaystyle T} sono ortogonali e in somma diretta:
{\displaystyle V=V_{\lambda _{1}}\oplus \ldots \oplus V_{\lambda _{k}}}
Equivalentemente, si ha:
{\displaystyle T=\lambda _{1}P_{\lambda _{1}}+\cdots +\lambda _{k}P_{\lambda _{k}}\qquad P_{\lambda }P_{\mu }=\delta _{\lambda \mu }P_{\mu }\quad }
con {\displaystyle \delta _{\lambda \mu }} il Delta di Kronecker e {\displaystyle P_{\lambda }} la proiezione ortogonale su {\displaystyle V_{\lambda }}. Inoltre, se:
{\displaystyle \sum _{j\in A}P_{j}={\textrm {id}}_{V}}
con {\displaystyle A} insieme numerabile, l'insieme dei proiettori {\displaystyle \{P_{j}\}_{j\in A}} è ortogonale e completo. La decomposizione spettrale è un caso particolare della decomposizione di Schur. È anche un caso particolare della decomposizione ai valori singolari.

### Caso infinito-dimensionale
Sia {\displaystyle A} un operatore normale limitato definito su uno spazio di Hilbert {\displaystyle H}. Il teorema di decomposizione spettrale per operatori normali afferma che esiste un'unica misura a valori di proiettore {\displaystyle P^{A}} tale per cui:
{\displaystyle A=\int _{\sigma (A)}zdP^{A}(x,y)\qquad z:=(x,y)\to x+iy\in \mathbb {C} \quad (x,y)\in \mathbb {R} ^{2}}
dove {\displaystyle \sigma (A)={\mbox{supp}}(P^{A})} è lo spettro di {\displaystyle A}. Si dice che {\displaystyle P^{A}} è la misura a valori di proiettore associata ad {\displaystyle A}.
In particolare, se {\displaystyle A} è un operatore autoaggiunto si può definire una misura a valori di proiettore limitata {\displaystyle P^{A}} associata ad {\displaystyle A} nel seguente modo:
{\displaystyle P^{A}(\Omega )=\chi _{\Omega }(A)\qquad (\phi ,f(A)\psi ):=\int _{\sigma (A)}f(\lambda )d(\phi ,P^{A}(\lambda )\psi )\quad \forall \phi ,\psi \in H}
per ogni funzione misurabile limitata {\displaystyle f}, e in tal caso si ha:
{\displaystyle A=\int _{\sigma (A)}\lambda dP^{A}\qquad f(A)=\int _{\sigma (A)}f(\lambda )dP^{A}}
La formula a sinistra è detta diagonalizzazione di {\displaystyle A}.
Se da un lato è possibile definire univocamente un operatore autoaggiunto (o, più in generale, un operatore normale) {\displaystyle A} a partire da una misura a valori di proiettore, dall'altro se è possibile diagonalizzare {\displaystyle A} tramite una misura a valori di proiettore limitata {\displaystyle P^{A}} allora {\displaystyle P^{A}} è la misura a valori di proiettore associata univocamente ad {\displaystyle A}.

### Operatori non limitati
Si consideri un operatore autoaggiunto {\displaystyle A} non limitato. Attraverso la trasformata di Cayley {\displaystyle U(A)} associata ad {\displaystyle A}:
{\displaystyle U(A)=(A-\mathbf {i} I)(A+\mathbf {i} I)^{-1}\qquad A=\mathbf {i} (I+U(A))(I-U(A))^{-1}}
è possibile definire, a partire da {\displaystyle A}, una misura a valori di proiettore {\displaystyle P^{U(A)}} nel modo seguente:
{\displaystyle P^{A}(\Omega ):=P^{U(A)}(U(\Omega ))\qquad \Omega \subset \sigma (A)}
L'insieme {\displaystyle \Omega } è un boreliano contenuto nello spettro (reale) {\displaystyle \sigma (A)} di {\displaystyle A}, e {\displaystyle U(\Omega )} è il risultato ottenuto applicando la trasformata di Cayley su {\displaystyle \mathbb {C} }.
Si dimostra che se la funzione identità, definita su {\displaystyle \sigma (A)}, è di classe {\displaystyle L^{2}} rispetto alla misura {\displaystyle (x,P^{A}(\Omega )x)}, allora {\displaystyle P^{U(A)}} definisce una misura a valori di proiettore su {\displaystyle \sigma (A)}.
In particolare, è possibile scrivere:
{\displaystyle A=\int _{\sigma (A)}\lambda dP^{A}(\lambda )}
Anche nel caso di {\displaystyle A} non limitato la corrispondenza tra {\displaystyle A} ed una misura a valori di proiettore è biunivoca.